# El abuelo (cuento)
El abuelo es un cuento del escritor peruano Mario Vargas Llosa, que fue publicado por primera vez en el diario El Comercio de Lima, en 1956. Pasó luego a integrar la colección de cuentos Los Jefes, del mismo autor (1959).

## Publicación
«El abuelo» fue uno de los tantos cuentos que Vargas Llosa, según su propio testimonio, escribió en el Perú entre los años 1953 y 1957, cuando era estudiante universitario e incursionaba en el periodismo. Este cuento, de género negro o gótico, fue, según el mismo autor, resultado de sus lecturas de dos libros de Paul Bowles: A Delicate Prey y The Sheltering Sky, así como de una afición temporal que tuvo por el espiritismo.
Fue precisamente «El abuelo» el primer cuento que Vargas Llosa dio a luz en una publicación periódica: apareció en la primera página del suplemento dominical del diario El Comercio, el 9 de diciembre de 1956.
Poco después, otro cuento suyo, Los jefes, apareció en la revista Mercurio Peruano, en febrero de 1957; y si bien este cuento fue el segundo en ser publicado, en realidad le corresponde la primacía en la narrativa vargasllosiana, por haber sido compuesto antes que «El abuelo».
Tras ser becado para seguir cursos de posgrado en la Universidad Complutense de Madrid, Vargas Llosa se trasladó a España en 1958. Fue en este país donde seleccionó cinco cuentos suyos (entre los que se contaba «El abuelo»), formando un pequeño libro que presentó a un concurso de narrativa breve, el Leopoldo Alas, obteniendo el triunfo (1958). Al año siguiente la obra fue publicada por la editorial Roca de Barcelona.
En la segunda edición de Los Jefes (Populibros, Lima, 1963), «El abuelo» no apareció, figurando en su lugar el cuento titulado «Un visitante», pero en las siguientes ediciones fue incluido definitivamente, al lado de los cinco cuentos  restantes. Desde 1980 Los Jefes se edita conjuntamente con la novela corta Los cachorros.

## Argumento
Un anciano llamado don Eulogio, que al parecer se siente maltratado por su familia, se venga haciendo asustar a su nieto, un niño travieso, a quien hace ver una calavera envuelta en fuego, en el interior del jardín de su casa

## Escenario
El escenario principal es una casa grande situado en el barrio residencial de Orrantia, ubicado en uno de los distritos periféricos de la ciudad de Lima (San Isidro). Tiene un inmenso huerto entrelazado con pérgolas. Allí vive el anciano junto con su familia: su hijo, su hija política y su nieto. También se menciona la sede del Club Nacional, situado frente a la  Plaza San Martín, en el centro de Lima, a donde suele ir el viejo por las tardes.

## Personajes
- Principales:
  - El abuelo, llamado don Eulogio, un viejecito que al parecer ya es víctima de locura senil. Es una persona de alto nivel socioeconómico, pues es socio del Club Nacional.
  - El nieto, un niño que parece ser muy inquieto y sobreprotegido, que causa mucho fastidio a su abuelo.
- Secundarios
  - Los padres del niño. El padre es el hijo del viejo.
  - Los sirvientes, que no intervienen en la acción, pero son mencionados por el narrador.

## Características
- El narrador es omnisciente.
- En cuanto a las técnicas narrativas, se aparta del modelo tradicional o lineal. El relato empieza in media res, es decir no desde el principio (que sería el origen del deseo de venganza del abuelo), sino en el momento previo al clímax o máxima tensión: la espera del viejo en el jardín, aguardando la llegada del nieto. El lector recibe de manera dosificada o calculada la información sobre los sucesos precedentes a esta escena, con el fin que mantenga el interés en el relato.
- Contiene los elementos propios de un cuento de terror: ambiente nocturno, hallazgo de una calavera humana, la vela que provoca el incendio de la calavera, el susto causado al niño.

## Resumen
Don Eulogio es un anciano hosco y extravagante, que vive en una casa enorme con su hijo, su hija política y su nieto. Al parecer se siente ignorado y maltratado por su familia, por lo que decide tomar venganza. Aparece en el huerto de la casa, de noche, aguardando inquietamente la presencia de su nieto, con la intención de asustarlo. Para tal fin había comprado una vela y desenterrado una calavera humana, a la que en toda la tarde había limpiado cuidadosamente con aceite. Cuando considera llegado el momento, se coloca en medio del sendero que va de la cocina al jardín, y arma allí un pequeño montículo con piedras donde asienta la vela, a la que cubre luego con la calavera, notando con alegría que la medida era exacta, pues el punto blanco de vela se asomaba por el orificio del cráneo. Cuando ve por fin  acercarse al niño, prende la vela y al instante se enciende toda la calavera, produciéndose así una visión sobrecogedora. El niño, al verla, da un grito de terror, y salen los padres a ver lo que ocurre, mientras que el abuelo se escabulle evitando ser visto. Cuando por fin sale hacia la calle, el viejo se siente satisfecho de su venganza.

## Análisis
Este cuento se aparta notoriamente de la temática constante del resto de los cuentos de Vargas Llosa. En estos, el eje primordial suele ser la violencia física, que se desborda en manos de los protagonistas, pero en «El abuelo» es el terror que asume dicho papel, el miedo que trata de infundir el protagonista hacia un niño que es nieto suyo. Esto hace circunscribir al relato en el género negro o gótico. El narrador acierta a crear la tensión necesaria en los párrafos iniciales, de manera descriptiva y situacional. El abuelo espera la llegada del nieto permaneciendo en vigilia, nervioso e inquieto, con el temor de ser descubierto; cualquier estímulo externo le hace reaccionar evocando acciones pasadas que es descrita por un narrador externo. Nos enteramos así que el abuelo había maquinado su venganza minuciosamente: primero compró una vela y luego recogió en un lugar baldío una calavera humana, a la que limpió cuidadosamente con aceite; todo este accionar previo del viejo está por el momento envuelto en un halo de misterio, ignorándose lo que se propone con semejantes objetos lúgubres, lo que provoca en el lector un interés morboso por averiguarlo. Llegado el momento, el viejo coloca en el jardín la calavera con la vela en su interior y espera que el niño se acerque; ocurrido ello, el viejo enciende la vela y el fuego brota del interior de la calavera saliendo en largas llamas por sus cuencas vacías, provocando un efecto más siniestro que el que había previsto. El niño da un grito de terror, lo que llena de satisfacción al viejo, que huye a la calle sin ser visto y antes que aparezcan los padres. 
¿Por qué el abuelo provoca al niño un susto casi de muerte? Aunque aparentemente no está clara la razón, se puede dilucidar a base de la información proporcionada en el relato. Al parecer, el viejo trata de vengarse de una familia que constantemente le reprocha determinadas conductas suyas que consideran locuras; eso precisamente es lo que más le molesta, que le traten de loco o demente senil; su acto con la calavera, sería para hacer aparecer algo realmente irracional, malévolo, en un ambiente familiar que presume ser muy racional. Y elige al ser más susceptible de aterrorizarse, su nieto, un niño que da la impresión de ser muy malcriado y sobreprotegido, un pilluelo al que vería tal vez como un ser fastidioso e insolente, que chillaba cuando se hallaba dormitando, entre otras travesuras que tendría que soportarle; todo lo cual se conjugaría para alentar al viejo a llevar a cabo su venganza.